# Hoduciszki (rejon postawski)
Hoduciszki (biał. Гадуцішкі; ros. Годутишки) – wieś na Białorusi, w obwodzie witebskim, w rejonie postawskim, w sielsowiecie Komaje.

## Historia
W czasach zaborów osada kolejowa w gminie Hoduciszki, w powiecie święciańskim, w guberni wileńskiej Imperium Rosyjskiego. W 1905 roku liczyła 10 mieszkańców, 3 dziesięciny.
W latach 1921–1945 osada leżała w Polsce, w województwie wileńskim, w powiecie święciańskim, w gminie Hoduciszki.
W 1931 w 1 domu zamieszkiwały 3 osoby.
Wierni należeli do parafii rzymskokatolickiej w Hoduciszkach. Miejscowość podlegała pod Sąd Grodzki w Łyntupach i Okręgowy w Wilnie; właściwy urząd pocztowy mieścił się w Hoduciszkach.